# Юнгерманіїди
Юнгерманіїди (Jungermanniidae) — підклас печіночників класу юнгерманієві печіночники (Jungermanniopsida). Містить близько 7,8 тис. видів.

## Опис
Юнгерманіїди характеризуються досить складною морфологічною і надзвичайно простою анатомічною будовою. Одні представники мають форму слані, інші — листкостеблові. Стебло не має центрального провідного пучка. Ризоїди гладенькі, добре розвинені. Листочки переважно цілісні або розсіянні. Антеридії розвиваються в пазухах видозмінених бічних листочків, поблизу верхівки стебла. Архегонії утворюються на верхівці пагона, після чого ріст його припиняється. Спорофіт формується на кінці головного пагона і складається з ніжки, коробочки і гаусторії. Коробочка багатошарова, розкривається 4 стулками. У ній містяться спори й елатери. Протонема пластична.

## Поширення
Юнгерманіїди поширені, в основному, у вологих тропічних і субтропічних лісах.

## Класифікація
Це найчисленніша група печеночників, що налічує близько 250 родів.
- Підклас Юнгерманіїди (Jungermanniidae)
  - Надпорядок Jungermannianae
    - Порядок Юнгерманіальні (Jungermanniales)
      - Родина Balantiopsaceae
      - Родина Trichotemnomaceae
      - Родина Acrobolbaceae
      - Родина Antheliaceae
      - Родина Calypogeiaceae
      - Родина Gymnomitriaceae
      - Родина Jungermanniaceae
      - Родина Mesoptychiaceae
      - Родина Myliaceae
      - Родина Stephaniellaceae
      - Родина Brevianthaceae
      - Родина Chonecoleaceae
      - Родина Geocalycaceae
      - Родина Gyrothyraceae
      - Родина Perssoniellaceae
      - Родина Schistochilaceae

    - Порядок Jamesoniellales
      - Родина Adelanthaceae
      - Родина Jamesoniellaceae

    - Порядок Lophoziales
      - Родина Cephaloziaceae
      - Родина Cephaloziellaceae
      - Родина Jackiellaceae
      - Родина Blepharidophyllaceae
      - Родина Chaetophyllopsaceae
      - Родина Delavayellaceae
      - Родина Lophoziaceae
      - Родина Scapaniaceae

    - Порядок Trichocoleales
      - Родина Blepharostomataceae
      - Родина Trichocoleaceae

    - Порядок Lepidoziales
      - Родина Lepidoziaceae
      - Родина Neogrolleaceae
      - Родина Phycolepidoziaceae

    - Порядок Lepidocoleales
      - Родина Lepidocoleaceae
      - Родина Vetaformaceae
      - Родина Grolleaceae
      - Родина Herbertaceae
      - Родина Mastigophoraceae

    - Порядок Pseudolepidocoleales
      - Родина Pseudolepidocoleaceae

    - Порядок Lophocoleales
      - Родина Arnelliaceae
      - Родина Lophocoleaceae
      - Родина Plagiochilaceae

  - Надпорядок Porellanae
    - Порядок Ptilidiales
      - Родина Neotrichocoleaceae
      - Родина Ptilidiaceae

    - Порядок Porellales
      - Родина Goebeliellaceae
      - Родина Jubulopsaceae
      - Родина Lepidolaenaceae
      - Родина Porellaceae

    - Порядок Radulales
      - Родина Radulaceae

    - Порядок Jubulales
      - Родина Frullaniaceae — фруланієві
      - Родина Jubulaceae
      - Родина Lejeuneaceae